# Грицай Віктор Олексійович
Віктор Олексійович Грицай (20 вересня 1939, Суми — 30 березня 1979, Одеса) — український художник-монументаліст школи Михайла Бойчука, «шістдесятник». Працював у Сумах та Одесі. Син ветерана Зимової війни.

## Життєпис
Батько Віктора 1939 року примусово мобілізований до сталінського війська, брав участь в інтервенції до Фінляндії, у тому ж році ліквідований фінськими військами. Мати — Віннікова Ганна Трофимівна (1907—1992) — кухар.
Дитинство Віктора пройшло в сумському «совгоспі», де його матір жила у колишніх конюшнях графині Розенквіст. Саме в той час почав малювати. Навчався у художньому гуртку, після в Сумах займався у художній студії художника Бончевського.
У студії навчалась художниця Олена Вережбицька, якось до неї приїхала її двоюрідна сестра Раїса із міста Шахти (Кубань), яка у майбутньому стала дружиною Віктора.

### Навчання
1957 року вступає до Одеського політехнікуму на відділ живопису. Навчається на відмінно (в експозиції політехнікуму є студентська робота Грицая «Портрет натурщика»).
У цей період навчання часто відволікається на поїздки до міста Шахти на побачення з нареченою Раїсою. Через ці прогули виключений із політехнікуму. Але через позитивну характеристику переводиться до РСФСР, де закінчує навчання у Ростовському художньому училищі.

### Робота
1961 року одружується на Раїсі. 12 травня 1962 року народжується донька Світлана. Після закінчення політехнікуму 1962 року родина переїхала до Сум, де Віктор протягом двох років працює науковим співробітником у Сумському художньому музеї імені Никанора Онацького. Разом з Андрусенком Г. Б. створюють «путівник по музею».
1964 року вступає до Національної академії образотворчого мистецтва і архітектури у Києві.
Після закінчення відома художниця Тетяна Яблонська запрошує Грицая до експериментально-монументальної майстерні, де він став старостою групи. Тоді його однокурсниками і друзями були: Валентин Куц, Віктор Романщак, Володимир Вуколов.
Студенти засвоювали нову техніки: фреска, темпера на левкасі, копіювали майстрів Північного Відродження.
1970 року захищає диплом на відмінно з відзнакою художньої ради. Це був монументальний ескіз завдовжки 98 метрів на тему «від первісності до сучасності» для Будинку науки та знань у Києві.
Після закінчення повертається до рідних Сум, де працює над замовленнями художнього фонду. Виконує монументальну фреску для кінотеатру в місті Недригайлів, чеканку для центрального гастроному в Сумах разом з художником Аркадієм Пушкарем. За ескізами Грицая тчуть гобелени, випікають вироби на фарфоровому заводі.
1976 року призначений головним художником сумських художніх майстерень художнього фонду.
На одній із національних виставок його роботу «Вчитель» придбав Конотопський музей.
У Недригайлові виконує фреску, яку згодом начальство наказало замалювати. З цього приводу він пише лист другу Віктору Романщаку:
| «Ти вже знаєш, що я виконав одну, можна сказати, крупну роботу в Недригайлові і я вважаю, що доволі непогано, зрозуміло, що багато ще мало б бути допрацьоване, але сумському начальству вона стала недовподоби, і вони зафарбували все, як у Києві говорять, переграв на українській тематиці, для мене це стало великим ударом по моєму престижу і моральному відношенні». |
1978 року родина Грицая переїздить до Одеси. На його думку, саме у цьому місті вирувало творче життя і саме тут він міг розкритися творчо. Але у січні 1979 року у нього була виявлена саркома і, буквально за три місяці, 30 березня 1979 року, він помирає.
Похований на Таїровському цвинтарі в Одесі.
Вже після смерті художника стараннями його родини були організовані виставки у Києві, Одесі, Сумах.
У Сумському краєзнавчому музеї є робота «Єва», що була у збірці Миколи Данька. Цю роботу подарував музею канадський громадський діяч, уродженець Сум Василь Коломацький.

### Колеги про Грицая
Сумський скульптор Олег Прокопчук добре пам'ятає Віктора Грицая і зізнається, що саме завдяки йому він — випускник Строганівського училища — з російської Москви повернувся до України:
| «Художник Віктор Грицай має своє яскраве, самобутнє обличчя, його відрізняє особливе почуття композиції і кольору. Він був справжнім „шістдесятником“, йому належать перші кроки відродження знаменитої школи Михайла Бойчука — школи українського монументалізму, яка була широко відомою в 20-х роках». |

### Родина
Онука Валерія Нікітіна, художниця.

## Світлини

Фрагемент фрески у селищі Недригайлів, яку потім знищило керівництво
Фрагемент фрески у Недригайліві, знищеної комуністичним керівництвом
Фрагемнт фрески у селищі Недригайлів, поспіль знищеної комуністичним керівництвом
Фрагмент знищеної недригайлівської фрески